# Поморский язык
Помо́рский язы́к (пол. język pomorski, pomorszczyzna, кашуб. pòmòrsczi jãzëk, нем. Pomoranische Sprache) — в первом значении — обобщённое название диалектов автохтонного славянского населения Балтийского Поморья, генетически восходящих к древнему западнолехитскому племенному диалекту поморян (также поморянский язык, язык поморян, поморские диалекты, пол. dialekty pomorskie). Во втором значении «поморский язык» — одно из устаревших названий кашубского языка.

## Славянские диалекты Поморья
К числу поморских диалектов относят вымершие в средневековье славянские диалекты Западного Поморья, не зафиксированные исследователями и известные только по данным топонимики, ономастики и субстратной лексики; вымершие в XX веке словинские и кабатские говоры, распространённые в прошлом в районе озёр Гардно и Лебско, известные по описаниям учёных XIX и начала XX веков, а также современные диалекты кашубского языка. Диалекты поморских славян были близки полабскому языку, с которым их объединял ряд древних языковых черт, отличающих их от польского (кашуб. warna, młoc, miartwi, полаб. vorno, mlåt, ai̯ḿortĕ, но пол. wrona, mleć, martwy — «ворона», «молоть», «мёртвый»). Большая часть диалектов поморян в Средние века вымерла и сменилась немецким языком в результате многовековой германской экспансии. При этом западные поморяне относительно долгое время продолжали сохранять свои говоры. Так, упоминания о славянах в начале XVI века в разных районах Поморья (в окрестностях Щецина, Колобжега, Слупска, Бялогарда и Щецинека) встречаются в исторических документах, в частности, в хрониках Т. Кантцова (T. Kantzov) 1536—1542 годов. Восходящие к говорам восточных поморян, сохранившиеся до настоящего времени, кашубские диалекты вследствие исторической конвергенции с польским языком в синхронном плане могут рассматриваться как польские диалекты. Ряд исследователей, таких как А. Брюкнер и другие, возводит диалекты Поморья к древнепольскому языку. Т. Милевский не относил поморские диалекты ни к западнолехитскому, ни к восточнолехитскому языковым ареалам.
Данные о западнопоморских диалектах были получены исследователями в результате анализа славянской топонимики, отмечаемой на территории Западного Поморья, и ономастики, встречающейся в средневековых латинских и немецких документах. Так же, как и польский язык, поморские диалекты (включая кашубские) вместе с полабским языком (вымершим в XVII—XVIII веках) и славянскими диалектами между Одером и Эльбой (вымершими в VIII—XIV веках) характеризовались общелехитскими чертами:
1. Сохранение носовых гласных.
2. Отсутствие изменения g > h.
3. Наличие смычки в ʒ, ʒ’, возникших на месте праславянского *dj и на месте *g в результатах второй и третьей палатализаций.
4. Изменения ě > a, ę > ǫ перед твёрдыми переднеязычными согласными.

Кроме того диалекты Западного Поморья характеризуются западнолехитскими чертами, которые противопоставляют восточнолехитскому польскому языку все остальные лехитские языки и диалекты. К западнолехитским чертам, охватывающим всю или почти всю территорию диалектов поморян, относятся:
1. Случаи сохранения неметатизированных сочетаний в группе *tort: parḿėń «луч» при польск. promień; kárvinc «коровий навоз» при польск. krowa «корова».
2. Образование oł на месте сонантов l’ и l (в современном кашубском — áł): máłknǫc «умолкать» при польск. milknąć.
3. Сохранение мягкости согласных перед -ar-: čv́arti «четвёртый»; ḿarznǫc «мёрзнуть, замерзать»; čv́ardi «твёрдый» при польск. czwarty, marznąć, twardy.

Данные языковые черты в древности отмечались и на части территории восточнолехитского ареала. Формы с tart спорадически встречаются в топонимах на всей территории Польши, включая её южные районы, формы с oł и смягчением перед -ar- также встречаются южнее и восточнее западнолехитского поморского ареала.
Некоторые языковые черты, характерные для восточнолехитского ареала, распространялись вплоть до правобережья Одры. Дальше всех на запад продвигалось в прошлом восточнолехитское изменение e > o перед твёрдыми переднеязычными согласными, датируемое приблизительно X веком. Близки к изоглоссе e > o ещё две фонетические изоглоссы, распространившиеся из восточнолехитского ареала позднее, к XIII веку: переход мягкого ŕ > ř и мягких t’ и d’ в среднеязычные аффрикаты ć и ʒ́. Данные изменения мягких согласных встречаются в материалах топонимики и ономастики Гданьского и Слупского Поморья, но неизвестны в районах ближе к Щецину.

## Название кашубского языка
Название «поморский язык» является вариантом лингвонима кашубского языка, употреблявшимся с конца XIX века до 1920—1930 годов XX века наряду с названием поморско-кашубский язык, кашубско-поморский язык (пол. język pomorsko-kaszubski, język kaszubsko-pomorski). В частности, название поморский употреблялось для языка кашубов и словинцев в таких научных изданиях, как работы С. Рамулта — Słownik języka pomorskiego czyli kaszubskiego 1893 года, Ф. Лоренца — Geschichte der Pomoranischen (Kaschubischen) Sprache 1925 года, Gramatyka Pomorska 1927 года и т. д. и Ф. Хинце (F. Hinze). При этом Ф. Лоренц отмечал, что сами кашубы свой язык поморским не называли, данное название является несколько искусственным, хотя и отражает исторические реалии: его происхождение связано с названием древнего племени и княжества в прошлом (Pomorania, pomorani, Pomerania, pomerani) и всего края в настоящее время (пол. Pomorze, кашуб. Pòmòrskô, нем. Pommern), сами же кашубы свой язык называют кашубским. По словам С. Рамулта, он применял термин «поморский» по отношению к кашубскому языку для указания на положение кашубского среди прочих славянских языков, а также для напоминания оставшимся потомкам поморян об исконном названии их языка.